# Bad Sooden-Allendorf
Bad Sooden-Allendorf ist eine Stadt im nordhessischen Werra-Meißner-Kreis. Die Kernstadt ist ein historischer Doppelort rechts und links der Werra, der seit dem Mittelalter über viele Jahrhunderte seine Bedeutung und seinen Reichtum aus der Salzgewinnung aus Solequellen bezog. Im 19. Jahrhundert wurde die Salzgewinnung aufgegeben und die Stadt wandelte sich zum Kurort. Die Altstadt von Allendorf stellt sich als Fachwerkstadt von besonderer Geschlossenheit dar, während Bad Sooden vor allem durch die Kuranlagen und die baulichen Zeugnisse des ehemaligen Salzwerks wie dem Gradierwerk geprägt ist.

## Geographie

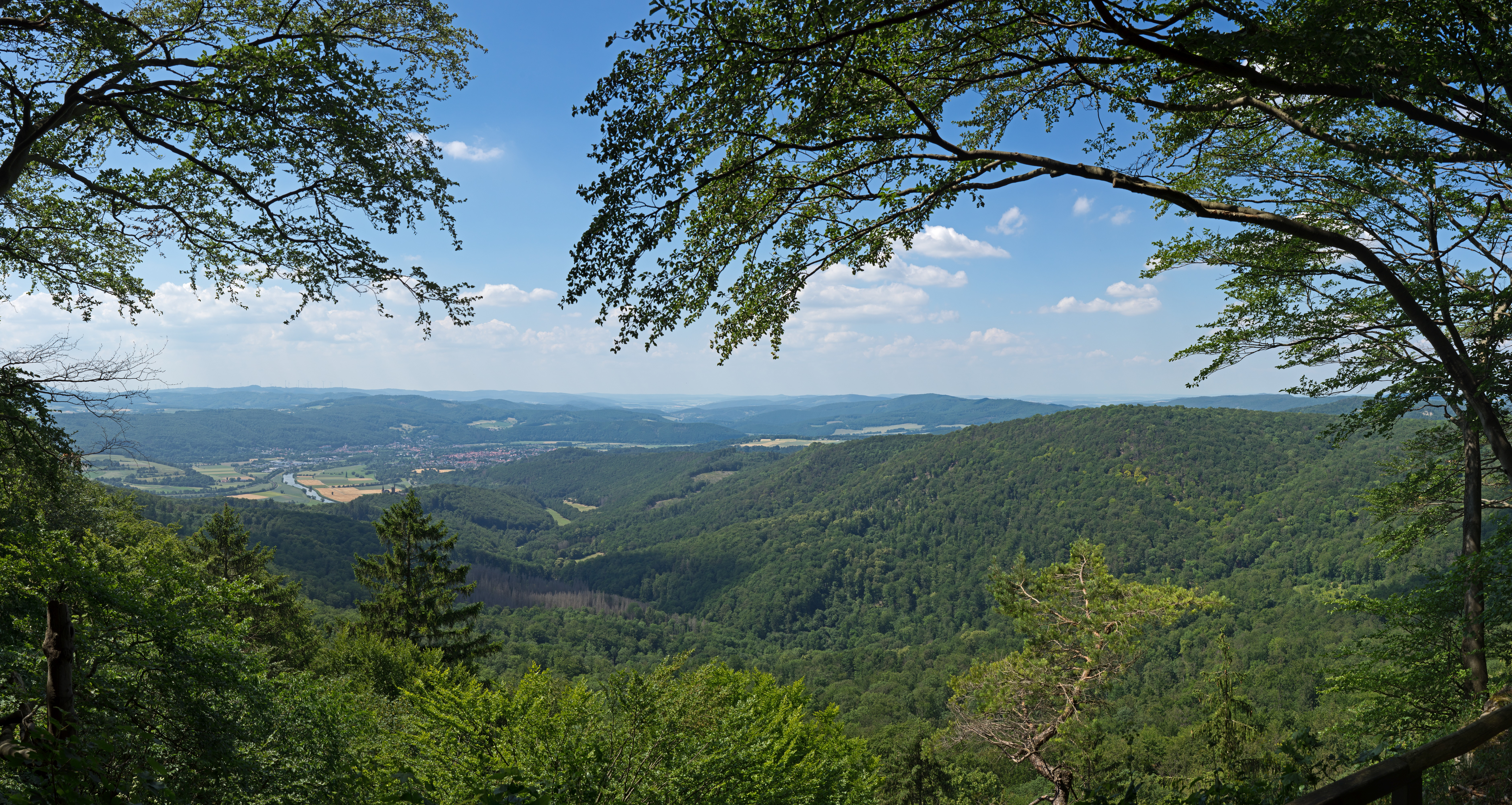
Blick vom Hohestein auf Bad Sooden-Allendorf

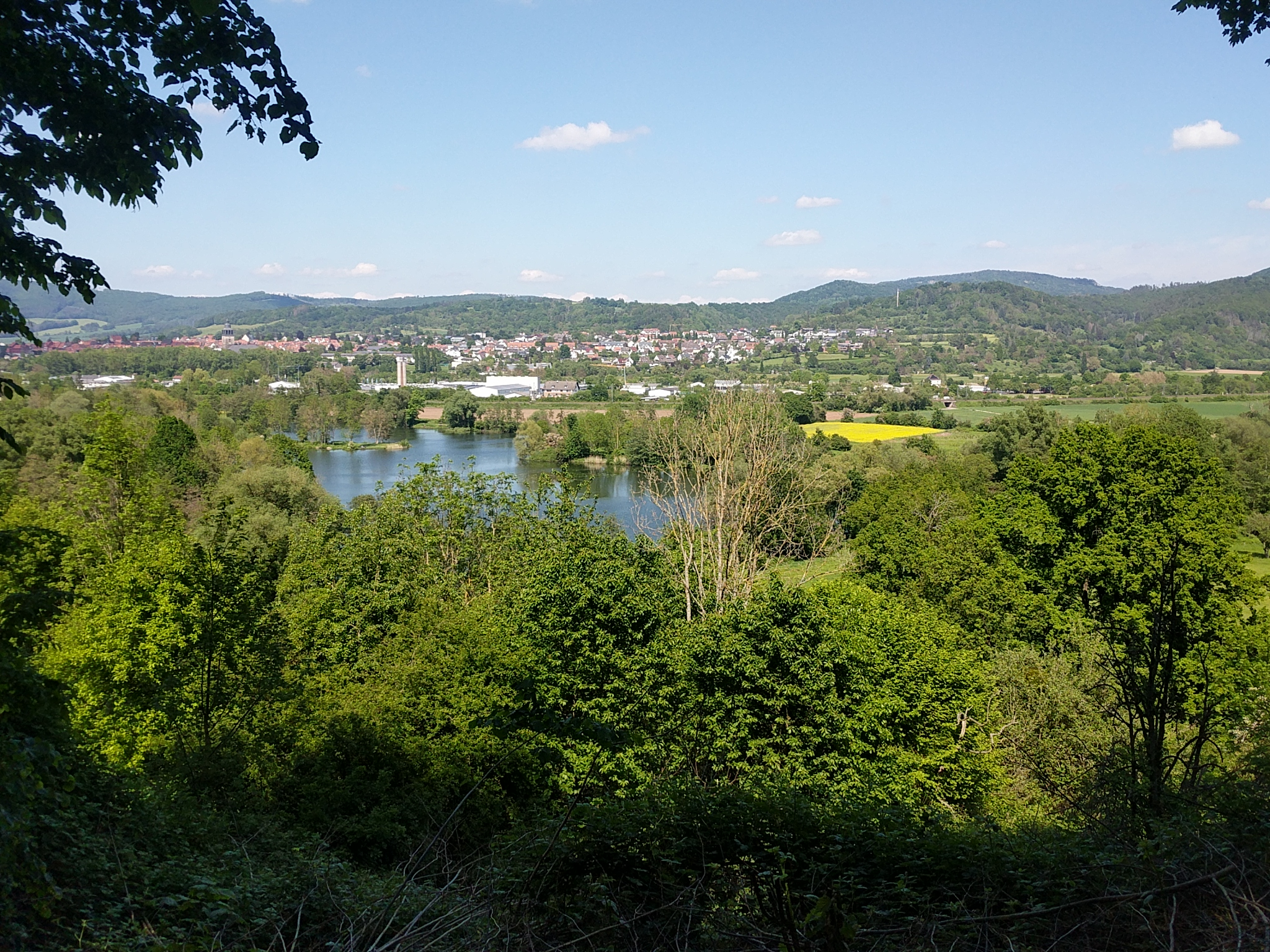
Blick aus dem Soodener Bergland über den großen Bruchteich auf Bad Sooden-Allendorf

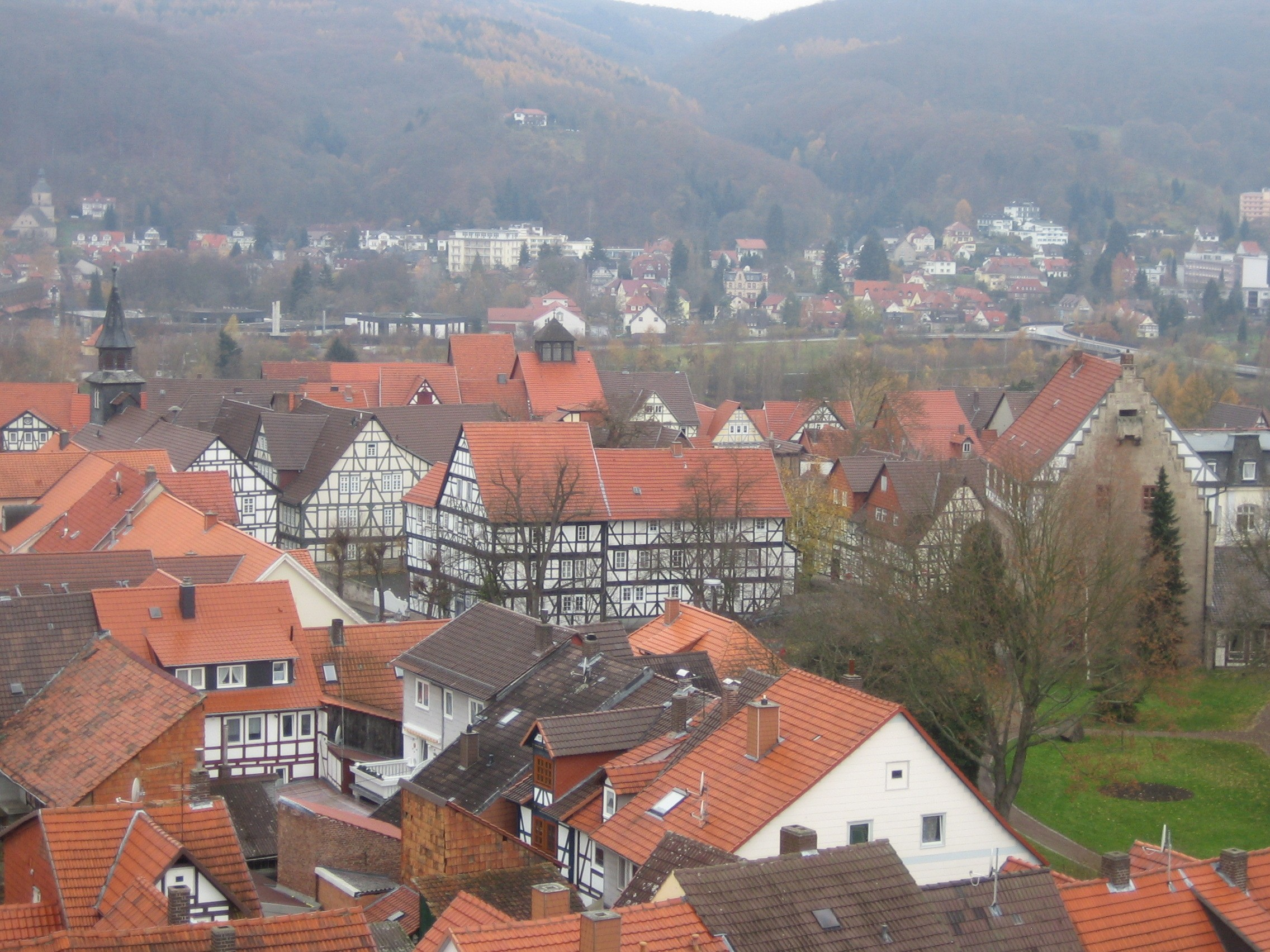
Blick über Bad Sooden-Allendorf

### Geographische Lage
Bad Sooden-Allendorf befindet sich direkt an der Grenze zu Thüringen und fast im geografischen Mittelpunkt Deutschlands. Es liegt an der Werra nordwestlich des Höhenzugs Gobert und in der Nähe des südwestlich gelegenen Hohen Meißners. Südöstlich steht nahe dem Stadtteil Kleinvach oberhalb des Flusses das Schloss Rothestein.

### Nachbargemeinden
Bad Sooden-Allendorf grenzt im Norden an die Gemeinden Lindewerra, Wahlhausen und Asbach-Sickenberg, im Osten an die Gemeinden Wiesenfeld und Volkerode (alle im thüringischen Landkreis Eichsfeld), im Süden an die Gemeinde Meinhard, die Stadt Eschwege und die Gemeinde Berkatal, im Westen an die Stadt Großalmerode, sowie im Nordwesten an die Stadt Witzenhausen (alle im Werra-Meißner-Kreis).

### Stadtgliederung
Die Stadt besteht neben der Kernstadt Bad Sooden-Allendorf aus den Stadtteilen Ahrenberg, Dudenrode, Ellershausen, Hilgershausen, Kammerbach, Kleinvach, Oberrieden, Orferode und Weiden. Die Kernstadt selbst besteht aus Sooden und Allendorf, wobei sich Sooden auf der westlichen Seite der Bahnlinie befindet.

## Geschichte

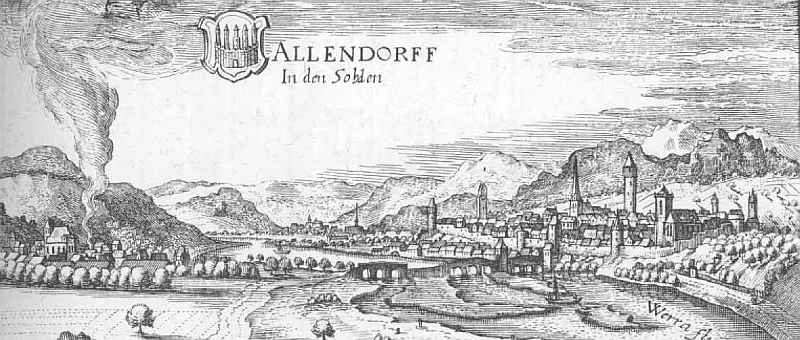
Allendorf – Auszug aus der Topographia Hassiae von Matthäus Merian 1655

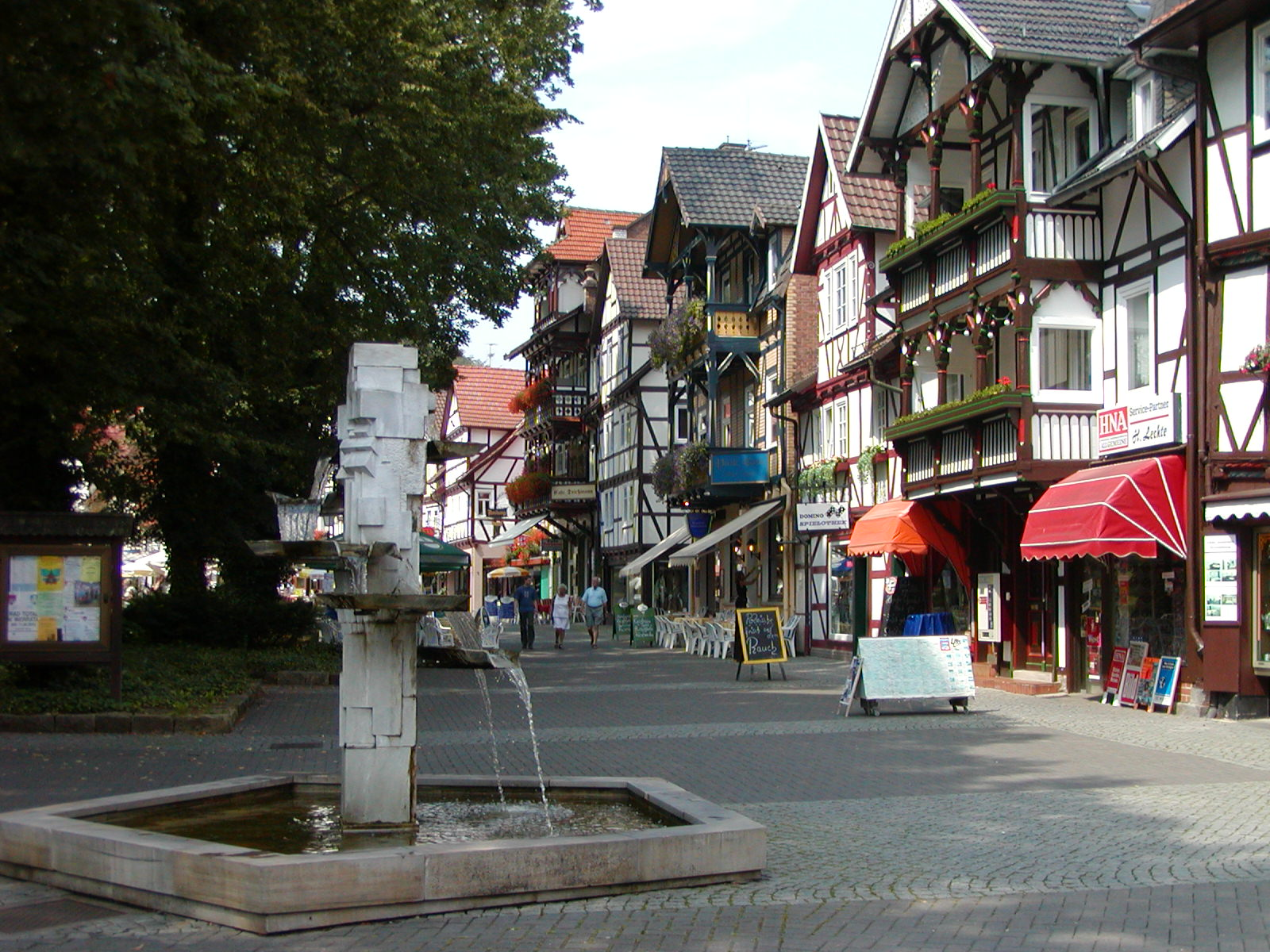
Fußgängerzone in Bad Sooden-Allendorf

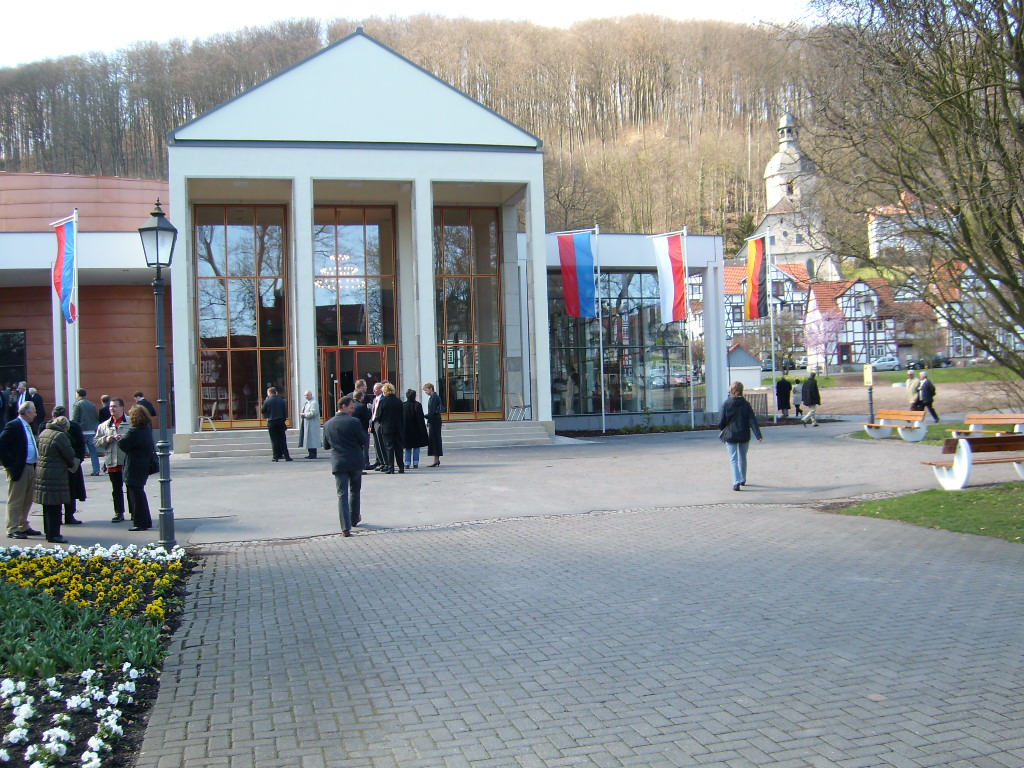
Eingangsbereich des Kultur- und Kongresszentrums

### Gründung und Name
Den ersten Hinweis auf den Standort liefert der römische Geschichtsschreiber Tacitus (58–120 n. Chr.). Chatten und Hermunduren sollen sich demnach an einem Grenzfluss um Salzquellen gestritten haben. Es wird vermutet, dass es sich bei dem Grenzfluss um die Werra und bei den Salzquellen um die des heutigen Sooden handelte.
Ende des 8. Jahrhunderts belegt eine Schenkungsurkunde des Frankenkönigs Karls des Großen, vermutlich aus der Zeit zwischen 776 und 779, die Existenz einer Siedlung an dieser Stelle. Mit diesem Dokument übertrug Karl den Ort Westera und die Salzquellen, Salzpfannen, Salzarbeiter, Markt, Tribut und Zoll dem Kloster Fulda. Der Name der Siedlung bezieht sich auf die Lage an der westlichen Grenze von Thüringen, die damals etwa auf der Wasserscheide zwischen Fulda und Werra verlief. Zur etwa gleichen Zeit wurde die heute bezeichnete Wallanlage Römerlager, eine Wallburg, südöstlich von Sooden über dem Werraknie erbaut, vermutlich zur Sicherung von Westera.
Im 13. Jahrhundert verschwand der alte Name Westera. Im Jahre 1218 wurde der Ort in einer Urkunde des Landgrafen von Thüringen, Ludwig IV., Aldendorf genannt, woraus später Allendorf wurde. Wahrscheinlich war mit dieser Namensänderung die Verleihung von Markt- und Stadtrechten verbunden, sodass 1218 heute als Stadtgründungsjahr gilt. Für den Ursprung der Bezeichnung „Allendorf“ gibt es mehrere Theorien. Nach Reccius geht sie auf die neue Stadt „ze dem alten Dorfe“ – Stadt neben dem alten Dorf – zurück. Mit dem „alten Dorf“ ist die Vorgängersiedlung Westera gemeint.
Die dann mit einem Mauerring umgrenzte eigentliche Stadt lag rechts der Werra, hier lebten die wohlhabenden Bürger, von denen viele als „Pfänner“ Inhaber der Saline auf der anderen Werraseite waren. Der links der Werra liegende Ortsteil mit den Solequellen, der Saline und Häusern der Salinenangehörigen wurde bereits vorher als Sothen (von Soth = Brunnen), später Sooden, bezeichnet. Über lange Zeit in Mittelalter und Neuzeit hieß der Doppelort „Allendorf in den Soden“.

### Teilung und Wiedervereinigung
Im Spätmittelalter und beginnender Neuzeit schwand allgemein die Eigenständigkeit der Städte zugunsten der Macht der Landesfürsten. So mussten die Allendorfer Bürger die Saline Sooden an den Landgrafen von Hessen mit Verträgen („Lokationen“) von 1538, 1540, 1554 und schließlich von 1586 „auf ewig“ verpachten. Die Stadt verlor dadurch allmählich ihren Einfluss auf den Ortsteil Sooden und dieser verselbständigte sich im Laufe der Zeit unter der faktischen Hoheit des Landgrafen. Ab wann Sooden tatsächlich als rechtlich eigenständige Gemeinde anzusehen war, lässt sich nicht genau sagen, aber ab 1808 hatte Sooden einen eigenen Gemeindevorsteher und war spätestens jetzt zur eigenständigen Gemeinde geworden. Bis 1929 existierten die beiden Orte kommunalrechtlich getrennt. Die Grenze zwischen beiden Orten war dabei teilweise strittig, aber im Wesentlichen umfasste Sooden nur den unmittelbaren Bereich des Salzwerks mit zugehörigen Wohnbauten und lag wie eine Insel in der zu Allendorf gehörenden umgebenden Gemarkung.
Ab dem Spätmittelalter war Allendorf Hauptort des hessischen Amtes Allendorf, bis dieses 1821 im neugebildeten Kreis Witzenhausen (heute Teil des Werra-Meißner-Kreises) aufging.
Am 1. Juli 1929 wurden die Stadt Allendorf und die Gemeinde Sooden durch Verfügung des Preußischen Staatsministeriums unter dem heutigen Namen zu Bad Sooden-Allendorf wiedervereinigt.

### Auswirkungen des Dreißigjährigen Krieges
Im Dreißigjährigen Krieg zogen ab 1623 Truppen unter den Generälen Johann T’Serclaes von Tilly, Wallenstein, Jean de Merode und Gottfried Heinrich zu Pappenheim durch die Stadt. Jedes Mal kassierten sie Besatzungskosten und verkauften Schutzbriefe, damit die Stadt nicht angezündet würde. Als im April 1637 die kroatischen Regimenter Geleen und Isolani einfielen, waren die Kassen von Stadt und Bürgern soweit leer, dass kein Schutzgeld mehr gezahlt werden konnte und die Truppen die Stadt am 27. April anzündeten. Die Stadt brannte einschließlich Rathaus und Hochzeitshaus nahezu vollständig nieder, in der St.-Crucis-Kirche stürzten die gotischen Rippengewölbe des Langhauses ein, das Innere des Turmes brannte aus. Nur der alte aus Stein gebaute Rathof blieb als eine der wenigen Ausnahmen stehen und ist bis heute erhalten.
Die Kirchenbücher verzeichnen zwar keine Sterbefälle durch den Brand, doch noch in der zweiten Jahreshälfte 1637 starben 141 Menschen und im folgenden Jahr 1638 noch einmal etwa genauso viel. Die vorher übliche Sterbezahl lag bei unter 50 pro Jahr. Die Brandschatzungen waren nicht auf das Töten von Menschen ausgerichtet und offenbar gelang es Vielen zu fliehen. Nach der Zerstörung der Stadt lebten viele Menschen notdürftig in Kellern und Verschlägen unter katastrophalen Verhältnissen, die zusammen mit der Pest zu der hohen Sterberate führten.
Der Schaden für die Stadt war immens. Sie fand nicht mehr zu dem ursprünglichen Wohlstand zurück. Zunächst war zwischen Rat und Bürgern sogar strittig, ob die Stadt überhaupt wiederaufgebaut werden sollte. 1639 wurde schließlich vom Rat Bauholz aus dem Stadtwald freigegeben und der Wiederaufbau begann zögerlich. Dennoch ist in der zweiten Hälfte des 17. bis zum 18. Jahrhundert in relativ kurzer Zeit eine aus heutiger Sicht prächtige Fachwerkstadt von besonderer Geschlossenheit völlig neu entstanden. Der Haustyp ist wegen der gemeinsamen Entstehungszeit weitgehend einheitlich (traufenständige Reihenhäuser mit großen Zwerchgiebeln). Da viele Zimmerleute gleichzeitig nötig waren, kamen sie aus den angrenzenden Regionen, so dass der Allendorfer Fachwerkstil durch ein interessantes Nebeneinander fränkischer, niedersächsischer und Thüringer Elemente geprägt ist, die sich zu einem einheitlichen Gesamtbild fügen. Bis heute ist dieses besondere Stadtbild kaum durch spätere stilfremde Neubauten gestört.
Sooden war von den Verheerungen des Krieges weit weniger betroffen, weil die Saline unter der Protektion des Landgrafen stand.

### Salzwerk
Über 1000 Jahre lang, bis zum Ende des 19. Jahrhunderts, wurde in Siedehäusern aus Sole Salz gewonnen. Die Sole wurde aus einem Vorkommen unter der Stadt gefördert. Die Aufhebung des Salzmonopols infolge des Anschlusses an Preußen im Jahre 1866 führte zu einem Preisverfall, der zur Aufgabe der Salzherstellung führte. Das letzte Salz wurde 1906 gewonnen.
Parallel zum Niedergang der Saline entdeckte man die heilende Wirkung der Sole und begann mit dem Bau eines Badehauses. Am 1. Juni 1881 wurde das Haus eingeweiht und seiner Bestimmung übergeben. Mit der Seehoferschen Gesundheitsreform in den 1990er Jahren brach jedoch auch die Zahl der Kuren ein; mittlerweile setzt die Stadt auf den Tourismus.
Noch heute wird mit dem Brunnenfest, das jährlich zu Pfingsten stattfindet, an die Zeit der Salzgewinnung erinnert. Mit einem originalgetreuen Pfannengesöde wird vorgeführt, wie früher Salz gewonnen wurde. In einem Salzmuseum wird das Salz dann verkauft; dort wird auch die Geschichte der Salzgewinnung präsentiert.

### Industrielle Entwicklung
Historisch bis zum 18. Jahrhundert war das Salzwerk der alles überragende und Wohlstand sichernde Industriebetrieb der Stadt. Mit dessen allmählichen Niedergang entstanden ab Mitte des 19. Jahrhunderts moderne kleinere mittelständische Industriebetriebe, die zusammen mit dem wachsenden Kurbad zu bedeutenden Arbeitgebern wurden.
So wurde am Allendorfer Marktplatz durch den Buchbindermeister Gumpert Bodenheim eine Tüten- und Papierwarenfabrik G. Bodenheim & Co gegründet (ab 1928 Allendorfer Papierenwaren-Fabrik GmbH), die weltweit die erste industriell gefertigte Spitztüte herstellte. Ende des 19. und Anfang des 20. Jahrhunderts und im Wirtschaftsaufschwung nach dem Zweiten Weltkrieg entwickelte sich mit mehreren Betrieben vor allem mittelständische Möbelindustrie, wie die Polstermöbelfabrik Bertram Schrot oder die Tischfabrik Karst & Gunkel (bis 1938 Niederhessische Tischfabrik Stern und Co.).
Die verschiedenen Industrieunternehmen mit teils mehreren 100 Mitarbeitern sind jedoch in dieser Form ab den 1970er Jahren bis gegen Ende des 20. Jahrhunderts weitgehend verschwunden. Heute spielt ortsansässige Industrie als Arbeitgeber praktisch keine bedeutende Rolle mehr.

### Modernisierung
Werratal-Therme
Ende 2005 stellte man eine Therme mit großem Saunabereich fertig, um auch privat zahlende Gäste in die Stadt zu locken. Hierfür wurde das Sole-Bewegungsbad umgebaut.
Kultur- und Kongresszentrum Werratal
Im April 2007 wurde eine neue Veranstaltungshalle für Kongresse und Konzerte am Standort der alten Halle eröffnet.
Spielgolfanlage
Im Jahr 2010 wurde die Minigolfanlage, bestehend aus Bahnen aus Eternitplatten, entfernt und durch eine moderne Spielgolfanlage ersetzt.
Verkehrsberuhigung
Auch die Straßenführung wurde geändert. Seither besteht keine direkte Verbindung mehr zwischen Sooden-Nord und Sooden-Süd; der Autoverkehr muss auf die Umgehungsstraße durch das Industriegebiet ausweichen. Der Bahnhof wurde auf zwei Gleise zurückgebaut und modernisiert; von dort aus ist ein direkter Weg nach Sooden geschaffen worden. Durch diese Maßnahmen will die Stadt dem Rückgang des Kurbetriebs insofern entgegenwirken, als der Bereich um die Therme und das Kurgebiet leichter erreichbar und autofreie Zone wird.

### Eingemeindungen
Im Zuge der Gebietsreform in Hessen wurde zum 1. September 1970 die bis dahin selbständige Gemeinde Ahrenberg auf freiwilliger Basis eingegliedert. Zum 31. Dezember 1971 kamen Dudenrode, Ellershausen, Hilgershausen, Kleinvach, Oberrieden, Orferode und Weiden ebenfalls freiwillig hinzu. Kammerbach folgte am 1. Januar 1974 kraft Landesgesetz. Für die eingegliederten neun Stadtteile wurde jeweils ein Ortsbezirk mit Ortsbeirat und Ortsvorsteher eingerichtet.

### Einwohnerentwicklung
Die Stadt veröffentlichte auf ihrer Internetseite bis 2009 folgende Einwohnerentwicklung (Werte in Klammern), daneben ab 2003 die Werte des Hessischen Landesamtes für Statistik:

Einwohnerentwicklung von 1925 bis 2017 nach nebenstehender Tabelle. Rot: Werte von der Internetseite der Stadt (in der Tab. in Klammern), blau: Werte des Stat. Landesamts

| Jahr | Einwohner     |
| ---- | ------------- |
| 1925 | 1.148 + 2.939 |
| 1939 | (4.266)       |
| 1945 | (5.324)       |
| 1950 | (7.212)       |
| 1960 | (6.306)       |
| 1965 | (6.641)       |
| 1970 | (6.915)       |
| 1975 | (9.549)       |
| 1980 | (9.914)       |
| 1985 | (9.887)       |

| Jahr | Einwohner     |
| ---- | ------------- |
| 1990 | (10.383)      |
| 1995 | (10.259)      |
| 1996 | (10.033)      |
| 1997 | (9.993)       |
| 1998 | (9.864)       |
| 1999 | (9.737)       |
| 2000 | (9.674)       |
| 2001 | (9.678)       |
| 2002 | (9.552)       |
| 2003 | 9.008 (9.500) |

| Jahr | Einwohner     |
| ---- | ------------- |
| 2004 | 8.965 (9.518) |
| 2005 | 8.968 (9.418) |
| 2006 | 8.762 (9.361) |
| 2007 | 8.699 (9.281) |
| 2008 | 8.544 (9.129) |
| 2009 | 8.487 (9.075) |
| 2010 | 8.359         |
| 2011 | 8.326         |
| 2012 | 8.213         |
| 2013 | 8.272         |

| Jahr | Einwohner |
| ---- | --------- |
| 2014 | 8.350     |
| 2015 | 8.463     |
| 2016 | 8.476     |
| 2017 | 8.594     |
| 2018 | 8.675     |
| 2019 | 8.631     |
| 2020 | 8.460     |
| 2021 | 8.478     |
| 2022 | 8.394     |

### Schulden
Wie viele Kommunen in Deutschland schiebt auch Bad Sooden-Allendorf einen Schuldenberg vor sich her. Als „dramatisch“ und „Fass ohne Boden“ bezeichnete Bürgermeister Frank Hix die Lage bei einer Stadtverordnetensitzung Ende Oktober 2011 – hierbei wurden der Etat für 2012 samt Wirtschaftsplänen der Eigenbetriebe sowie des Investitionsprogramms bis 2015 eingebracht. Hix erwartete für das Jahr 2012 ein Haushaltsdefizit von zwölf Millionen Euro und Gesamtschulden von dann 80 Millionen Euro.
Auf Grund der hohen Verschuldung stimmte die Stadtverordnetenversammlung im Dezember 2012 mit 17 zu 5 Stimmen bei neun Enthaltungen für eine Beteiligung am Programm Kommunaler Schutzschirm des Landes Hessen. Bad Sooden-Allendorf war somit eine der ersten Kommunen im Werra-Meißner-Kreis, die den sog. Schutzschirm nutzten. Der Schutzschirm soll ca. 18,8 Millionen Euro Schulden der Stadt übernehmen. Zudem rechnete Bürgermeister Frank Hix mit einer weiteren Zuweisung von etwa 20 Millionen Euro aus dem Landesausgleichsstock. Gleichzeitig verpflichtete sich die Stadt zu einem Sparprogramm sowie zur Erhöhung von Steuern und Abgaben.

## Politik

### Stadtverordnetenversammlung
Die Kommunalwahl am 14. März 2021 lieferte folgendes vorläufiges Ergebnis, in Vergleich gesetzt zu früheren Kommunalwahlen:
| Stadtverordnetenversammlung – Kommunalwahlen 2021                                                                        | Stadtverordnetenversammlung – Kommunalwahlen 2021                      |
| --- | ---------------------------------------------------------------------- |
| Stimmenanteil in %Wahlbeteiligung 64,8 % 50403020100 45,0 (+8,4)23,7 (−8,3)16,9 (+4,0)14,4 (+2,4) CDUSPDGrüneFWG20162021 | SitzverteilungInsgesamt 27 Sitze - SPD: 6 - Grüne: 5 - FW: 4 - CDU: 12 |

| Parteien und Wählergemeinschaften | Parteien und Wählergemeinschaften           | % 2021 | Sitze 2021 | % 2016 | Sitze 2016 | % 2011 | Sitze 2011 | % 2006 | Sitze 2006 | % 2001 | Sitze 2001 |
| --------------------------------- | ------------------------------------------- | ------ | ---------- | ------ | ---------- | ------ | ---------- | ------ | ---------- | ------ | ---------- |
| CDU                               | Christlich Demokratische Union Deutschlands | 45,0   | 12         | 36,6   | 10         | 37,0   | 12         | 36,8   | 11         | 32,7   | 10         |
| SPD                               | Sozialdemokratische Partei Deutschlands     | 23,7   | 6          | 32,0   | 9          | 36,9   | 11         | 41,8   | 13         | 38,8   | 12         |
| Grüne                             | Bündnis 90/Die Grünen                       | 16,9   | 5          | 12,9   | 3          | 16,5   | 5          | 9,1    | 3          | 9,5    | 3          |
| FWG                               | Freie Wählergemeinschaft                    | 14,4   | 4          | 12,0   | 3          | 6,1    | 2          | 7,6    | 2          | 10,0   | 3          |
| FDP                               | Freie Demokratische Partei                  | —      | —          | 6,5    | 2          | 3,5    | 1          | 4,7    | 2          | 5,9    | 2          |
| REP                               | Die Republikaner                            | —      | —          | —      | —          | —      | —          | —      | —          | 3,1    | 1          |
| Gesamt                            | Gesamt                                      | 100 %  | 27         | 100 %  | 27         | 100 %  | 31         | 100 %  | 31         | 100 %  | 31         |
| Wahlbeteiligung                   | Wahlbeteiligung                             | 64,8 % | 64,8 %     | 50,0 % | 50,0 %     | 51,4 % | 51,4 %     | 53,9 % | 53,9 %     | 55,4 % | 55,4 %     |

### Bürgermeister
Nach der hessischen Kommunalverfassung wird der Bürgermeister für eine sechsjährige Amtszeit gewählt, seit dem Jahr 1993 in einer Direktwahl, und ist Vorsitzender des Magistrats, dem in der Stadt Bad Sooden-Allendorf neben dem Bürgermeister ehrenamtlich ein Erster Stadtrat und sieben weitere Stadträte angehören. Bürgermeister ist seit dem 6. März 2009 Frank Hix (CDU). Er wurde als Nachfolger von Ronald Gundlach (SPD), der nach zwei Amtszeiten nicht wieder kandidiert hatte, am 2. November 2008 im ersten Wahlgang bei 63,58 Prozent Wahlbeteiligung mit 76,84 Prozent der Stimmen gewählt. Es folgten zwei Wiederwahlen, zuletzt, pandemiebedingt verschoben, im März 2021. Durch die verschobene Wahl verschob sich der Beginn der Amtszeit auf den 22. April 2021, den Tag nach dem Beschluss der Stadtverordnetenversammlung über die Gültigkeit der Direktwahl des Bürgermeisters.
Amtszeiten der Bürgermeister
- 2009–2027 Frank Hix (CDU)[19]
- 1997–2009 Ronald Gundlach (SPD)[20]
- 1991–1997 Erich Giese
- 1984–1991 Rolf Jenther (Rücktritt kurz nach der Wiederwahl)
- 1978–1984 Rolf-Erich Barié
- 1960–1978 Gerhard Harke
- 1946–1960 Fritz Franke (gewählt ab April, kommissarisch bereits seit September 1945)
- 1945 Wilhelm Siebert (Juni bis September)
- 1945 Fritz Haase (April bis Juni)
- 1945 Cornelius Bents (Januar bis April)
- 1930–1944 Ferdinand Schneider (ab Mai 1930)
- 1929–1930 Karl Eulert (kommissarisch ab Juli)

#### Bürgermeister der Stadt Allendorf bis 1929
- Karl Eulert (August 1925 bis Juni 1929)
- Karl Leimbach (Dezember 1923 bis Juli 1925, Stadtkämmerer/kommissarischer Bürgermeister)
- Adolf Müller (Januar 1898 bis Dezember 1923)
- Georg Ludwig Oeste (Juni 1877 bis Juli 1897)
- Hugo Jesse (Januar 1874 bis Mai 1876)
- Otto Heinrich Kroeschell (1853 bis 1873)
- Christian August Seyl (1834 bis 1852)
- Lorenz Heinrich Stephan (1808 bis 1813, nicht als Bürgermeister, sondern als Maire während der westphälischen Zeit bezeichnet)

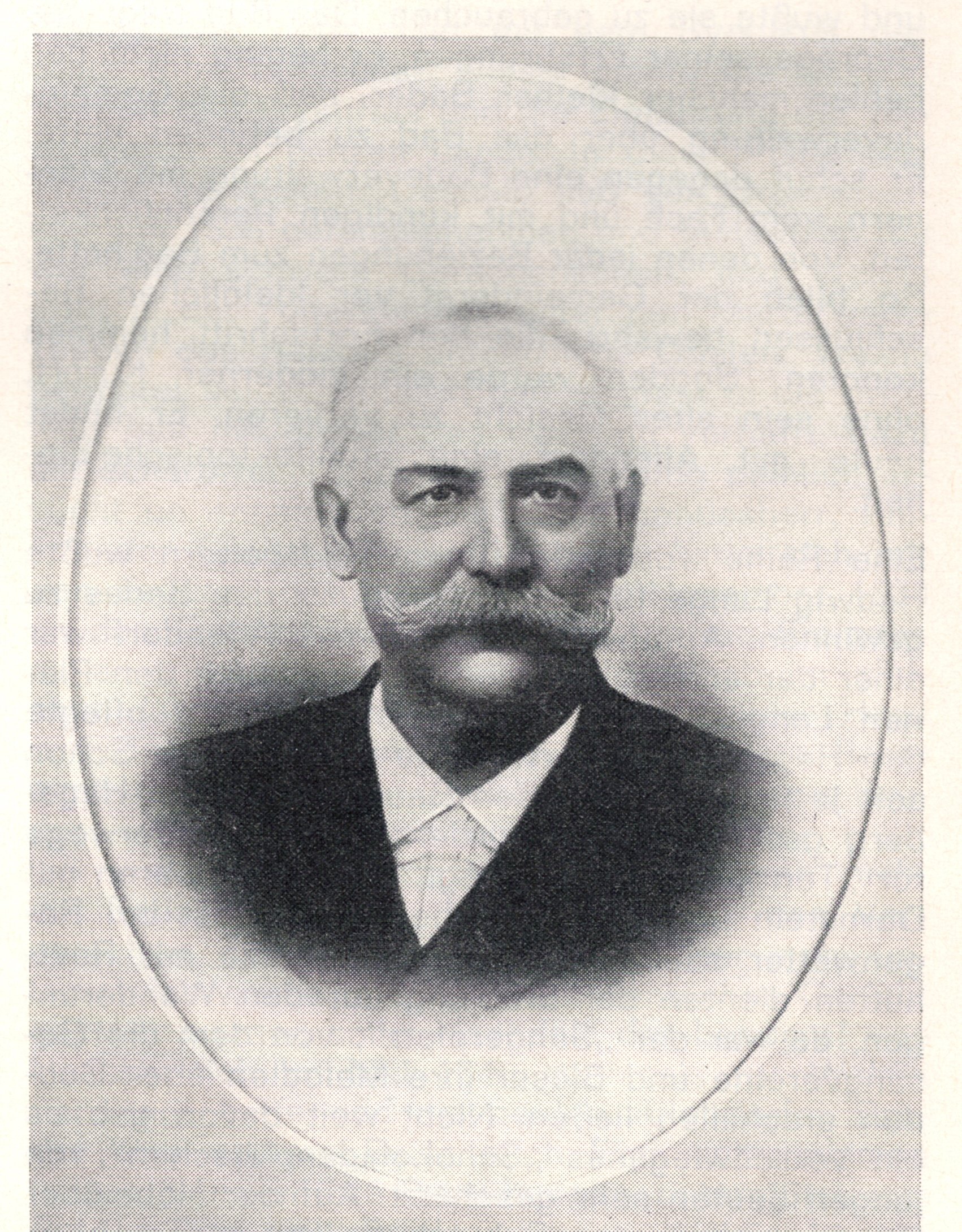
Hedwig Lange, Bürgermeister von Sooden von 1876 bis 1901

Die folgende Liste enthält die Namen der Familien, die vor dem 19. Jahrhundert – etwa seit 1400 – Inhaber des Bürgermeisteramtes in Allendorf waren; sie erhebt keinen Anspruch auf Vollständigkeit und ist, da keine Jahreszahlen vorliegen, alphabetisch geordnet:
Brandt, Breul, Casselmann, Cörper/Corper, Deichmann, Diede, Dietz, Dörr, Eschstruht, Frohn, Gaule, Gehrung, Gille, Grau, Grebe, Grunewald, Gundlach, Haas, von Haagen, Hupfeld, Hüter, Iring, von Jossa, Isenhuth, Kirchmeyer, Klinkerfuß, Königsee, Kraft, Kröschell, Lappe, Lutemann, Marold, Mattenberg, Meinhard, Jost Motz (um 1620), Müller, Neuenroth, Niedenstein, Geißler Praesendt (um 1585), Prediger, Quentel, Ruland, Saame, Schaffnicht, Heinrich Schaub (um 1440), Schmidt, Schnödde, Stephan, Storm, Thaurer, Tholde, Thorey, Valentin, Vielmeder, Vietor, Wagner, Weber, Wehr, Wissenbach, Wolff.

#### Bürgermeister der Gemeinde Sooden bis 1929
Ab wann Sooden vor der Vereinigung von 1929 mit Allendorf als eigenständige Körperschaft anzusehen ist, lässt sich nicht eindeutig sagen. Erstmals wurde Sooden in einer Urkunde von 1711 als eigenständig behandelt, den ersten Gemeindevorsteher gab es erst 1806. Der letzte Bürgermeister bis zur Vereinigung mit Allendorf 1929 hieß Zeeden. Von besonderer Bedeutung war Hedwig Lange (1876 bis 1901) als Gründer des Heilbades.

### Ortsbeiräte
Für die Stadtteile Ahrenberg (3 Mitglieder), Dudenrode (5 Mitglieder), Ellershausen (5 Mitglieder), Hilgershausen (5 Mitglieder), Kammerbach (5 Mitglieder), Kleinvach (5 Mitglieder), Oberrieden (7 Mitglieder), Orferode (5 Mitglieder), Weiden (3 Mitglieder) bestehen Ortsbezirke nach Maßgabe der §§ 81 und 82 HGO und des Kommunalwahlgesetzes in der jeweils gültigen Fassung. Der Ortsbeirat des Ortsbezirks wird im Rahmen der Kommunalwahlen gewählt und bestimmt aus seiner Mitte den/die Ortsvorsteher/in. Die Ortsbezirksgrenzen entsprechen den Gemarkungen der eingegliederten ehemaligen Gemeinden.

### Wappen

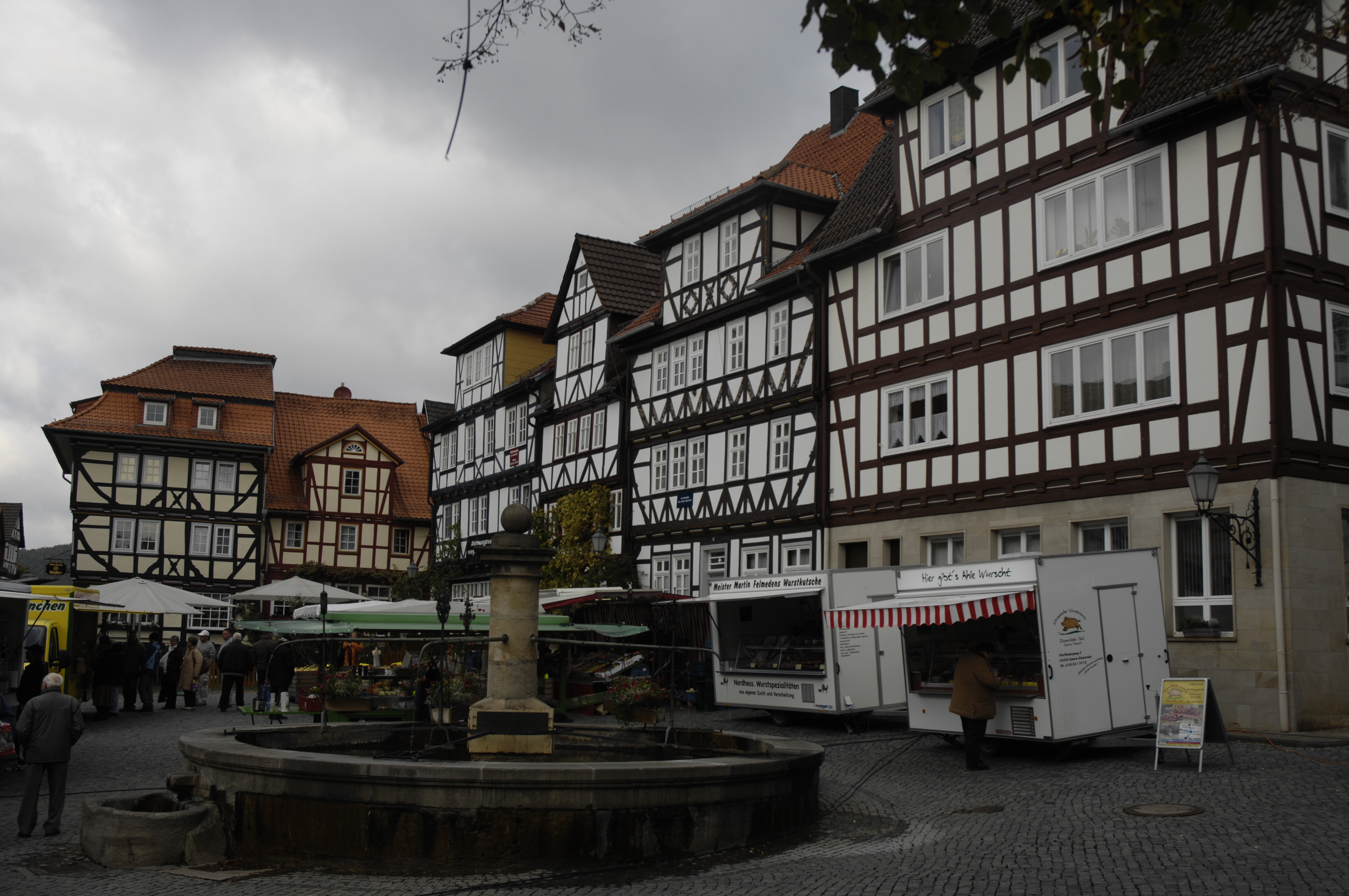
Belebter Markt im Ortsteil Allendorf

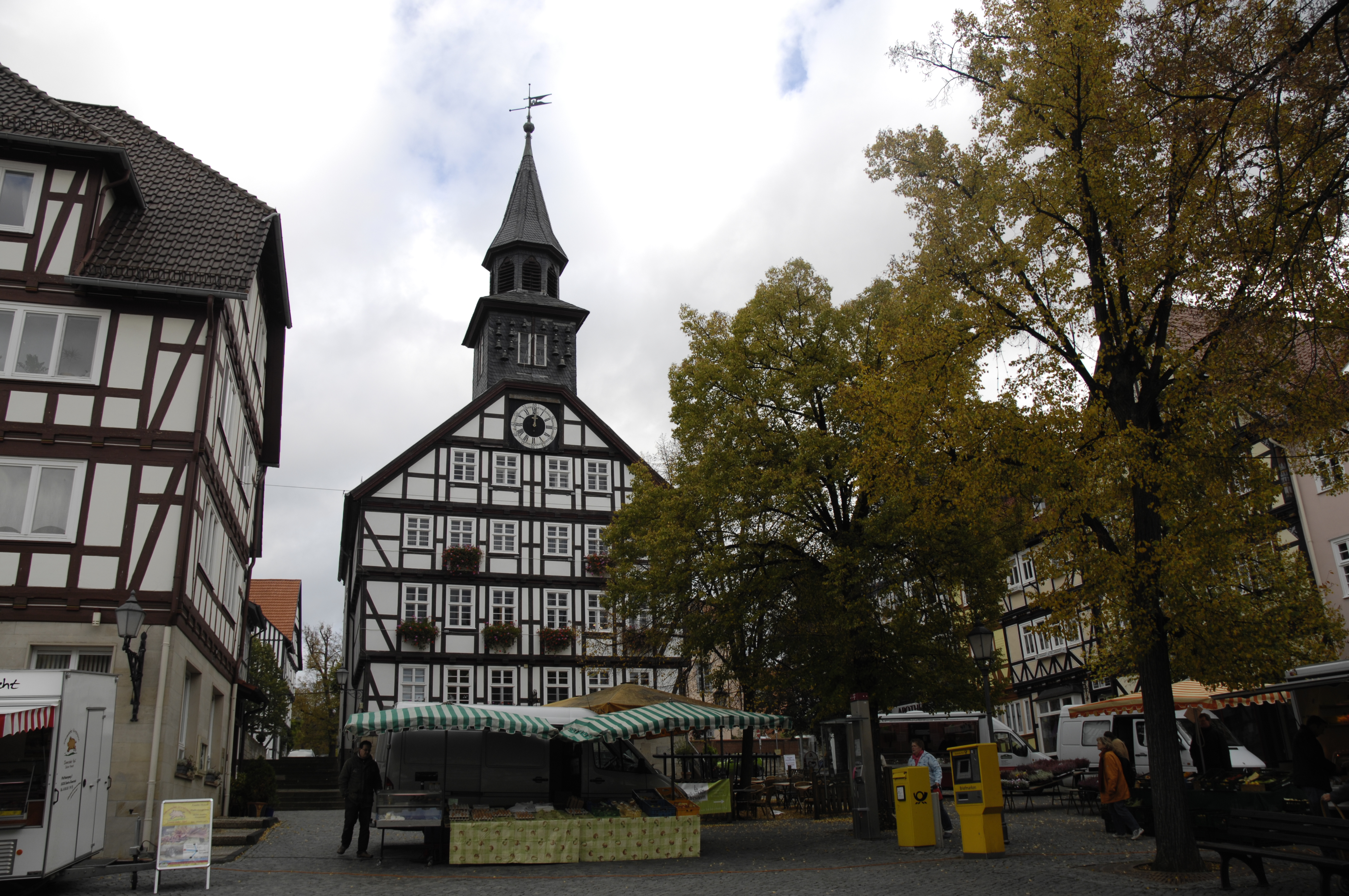
Rathaus und Marktplatz in Allendorf

| Wappen Allendorf | Das 1931 für die vereinigte Stadt Bad Sooden-Allendorf durch das Ministerium des Innern genehmigte Wappen zeigt wie das alte Allendorfer Wappen in rotem Schild eine zinnenbekrönte Ringmauer mit Torturm und vier Innentürmen, silbern mit blauen Dächern. Im Torbogen auf rotem Grund erscheinen aus dem alten Söder Wappen schräg gekreuzt Pfannhaken und Berlaff (Werkzeuge der Salzsiederei) in Gold. | Wappen Sooden |

### Partnerschaften
Bad Sooden-Allendorf pflegt Partnerschaften zu den Städten
- Landivisiau im Departement Finistère, Frankreich seit 1973
- Bad Frankenhausen in Thüringen seit 1990
- Krynica-Zdrój in Polen seit 21. Mai 2010

## Kultur und Sehenswürdigkeiten

### Museen
Grenzmuseum Schifflersgrund
Das Museum steht direkt auf dem ehemaligen Todesstreifen an der Grenze zwischen Hessen und Thüringen. Es beherbergt neben alten Grenzinstallationen und einer Reihe historischer Militärfahrzeuge bzw. -helikopter eine anschauliche und detaillierte Geschichte der innerdeutschen Grenze.
Salzmuseum
Das Salzmuseum im Söder Tor erinnert an die knapp 1000-jährige Salzgeschichte der Stadt.

### Bauwerke

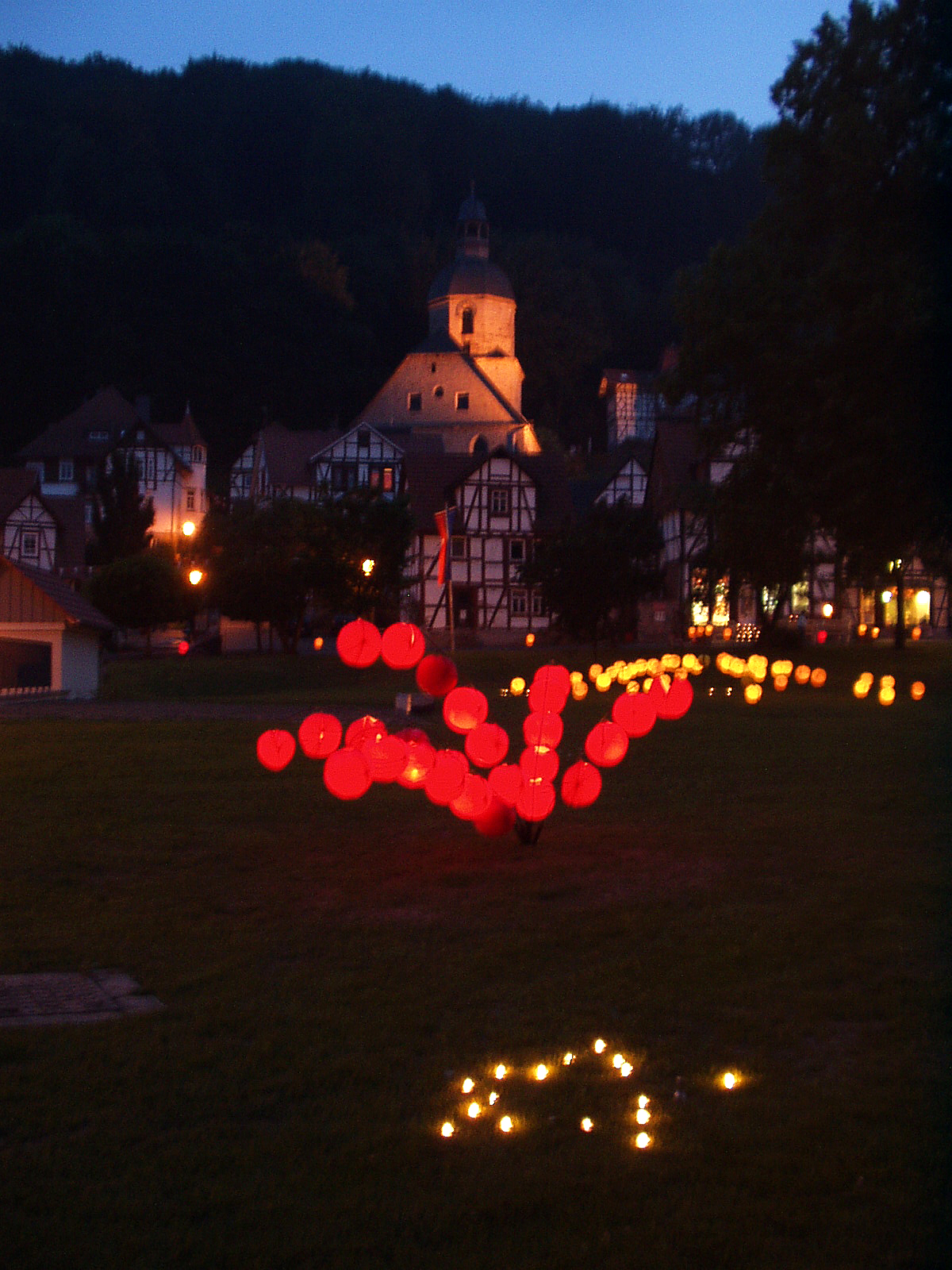
Bad Sooden, Beleuchtung 2007

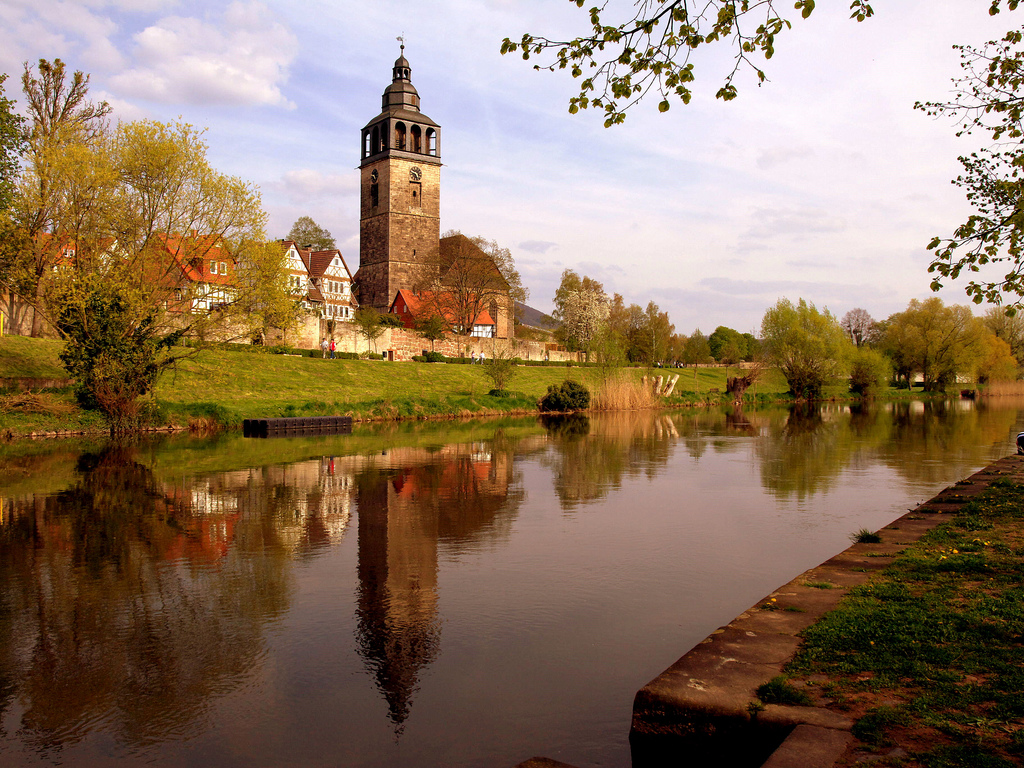
St.-Crucis-Kirche im Stadtteil Allendorf

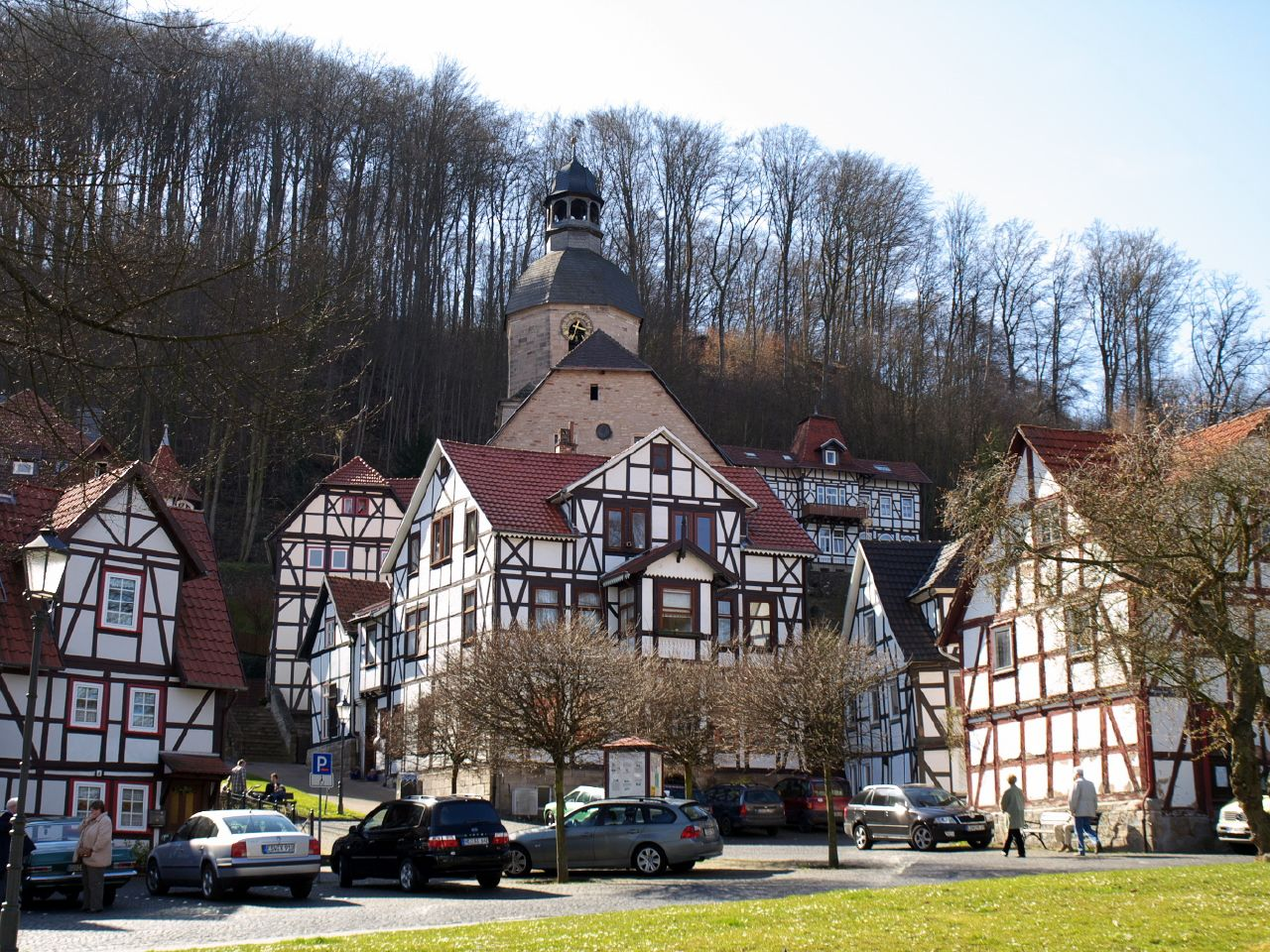
St.-Marien-Kirche im Stadtteil Bad Sooden

- Aussichtsturm auf dem Roßkopf
- Brunnen vor dem Tore

An der Wegekreuzung Klausbergstraße/Langer Weg/Rothesteinstraße vor dem ehemaligen südlichen Stadttor (Steintor) gelegen und offiziell als „Zimmersbrunnen“ bezeichnet, 1827 errichtet, als das Wasser der nahegelegenen Quelle am Zinnberg unterhalb des Klausbergs durch Röhren hierhergeleitet wurde. Er wird gelegentlich als mögliches Vorbild für das Lied „Am Brunnen vor dem Tore“ gesehen. An dieser Stelle stand lange Jahre eine alte Linde, die im Mai 1912 in einem Gewitter umstürzte. 1914 wurde eine neue Linde gepflanzt, die heute noch dort steht. Der Torbau des mittelalterlichen Steintors wurde 1828 abgebrochen, 1997 wurde an derselben Stelle ein nachgebildeter Stadttorbogen errichtet. (Siehe auch Hauptartikel Linde am Brunnen vor dem Tore.)
- Diebesturm

Im 14. Jahrhundert als Teil der Stadtbefestigung errichteter Wachturm, der später auch als Gefängnis diente. Im Jahre 2000 wurde er mit einem neuen Dach versehen und wird heute als Aussichtsturm genutzt.
- Gradierwerk

Das Gradierwerk gehörte ursprünglich zu den technischen Einrichtungen des Salzwerks und diente der Steigerung des Salzgehalts („Aufgradieren“) der Brunnensole durch Wasserverdunstung. Ursprünglich gab es in Sooden 22 dieser Bauwerke, wovon nur die „Nr. 5“ aus dem Jahr 1638 erhalten und bis heute in Betrieb ist. Die Holzkonstruktion von 140 m Länge und 12 m Höhe musste in den Jahren 1999 bis 2002 wegen Baufälligkeit vollständig abgetragen und weitgehend originalgetreu neu aufgebaut werden. Die Funktion des Gradierwerks hat sich seit dem 19. Jahrhundert vom Teil der Salzgewinnungsanlagen zu einer Art Freiluft-Inhalatorium gewandelt, da sich in seiner Umgebung ein salzhaltiges seeähnliches Klima bildet.
- Heilig-Geist-Kapelle
- Historische Fachwerkaltstadt
- Steinernes Haus
- Schloss Rothestein
- St.-Crucis-Kirche
- St. Marien
- Werratal-Therme

Therme mit Solewasser, Sauna, Außenbereich. Das Gradierwerk ist zu einem Viertel in den Saunabereich integriert.
- Klausbergturm

Ein früherer um 1400 errichteter etwa zehn Meter hoher Wartturm auf dem östlich der Stadt gelegenen 288,1 m ü. NHN hohen Klausberg, der heute als Aussichtsturm genutzt wird.

### Parks
- Kurpark mit Schwanenteich
- Landivisiau-Park an der Stadtmauer von Allendorf

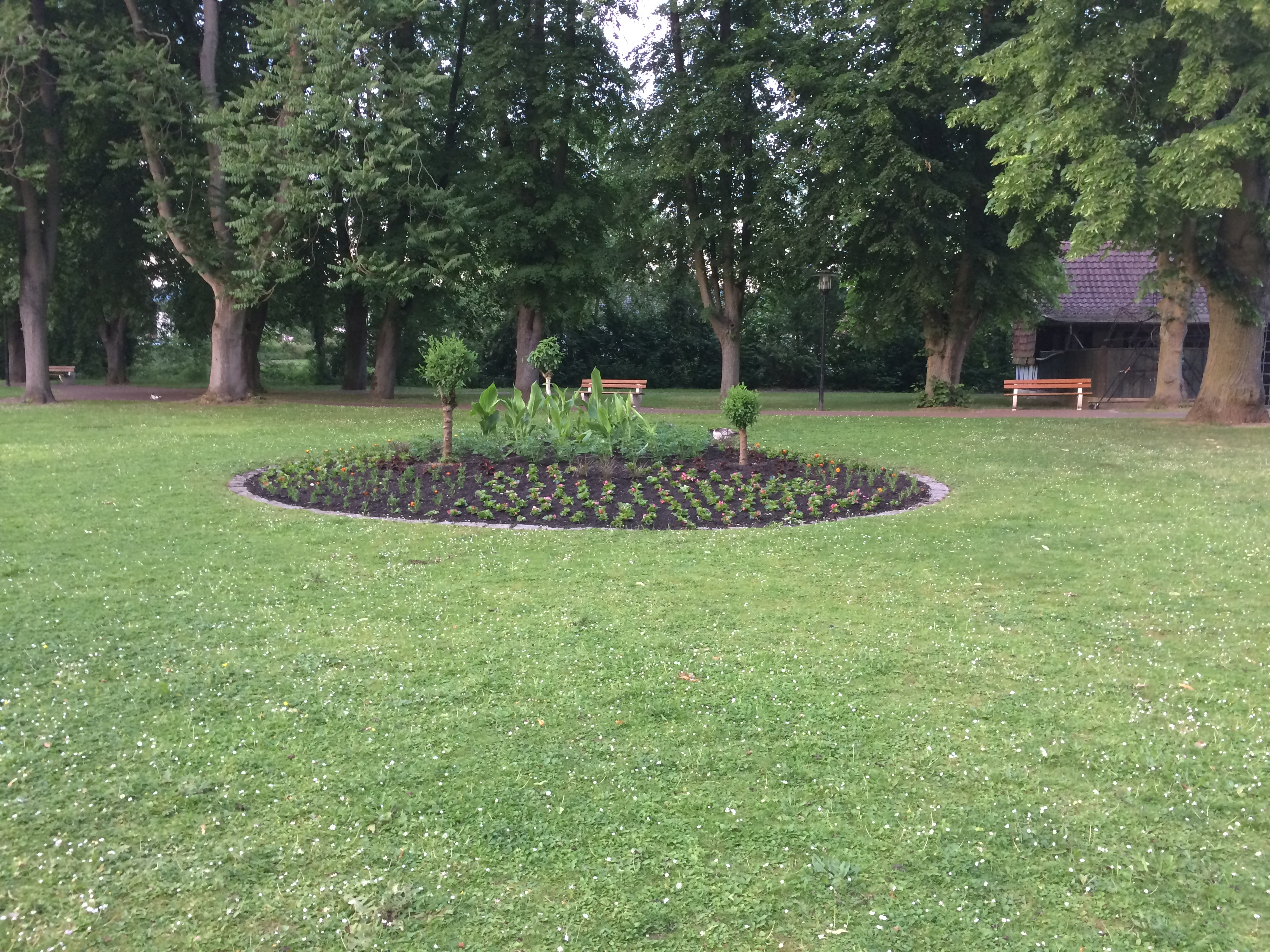
Kurpark Bad Sooden-Allendorf

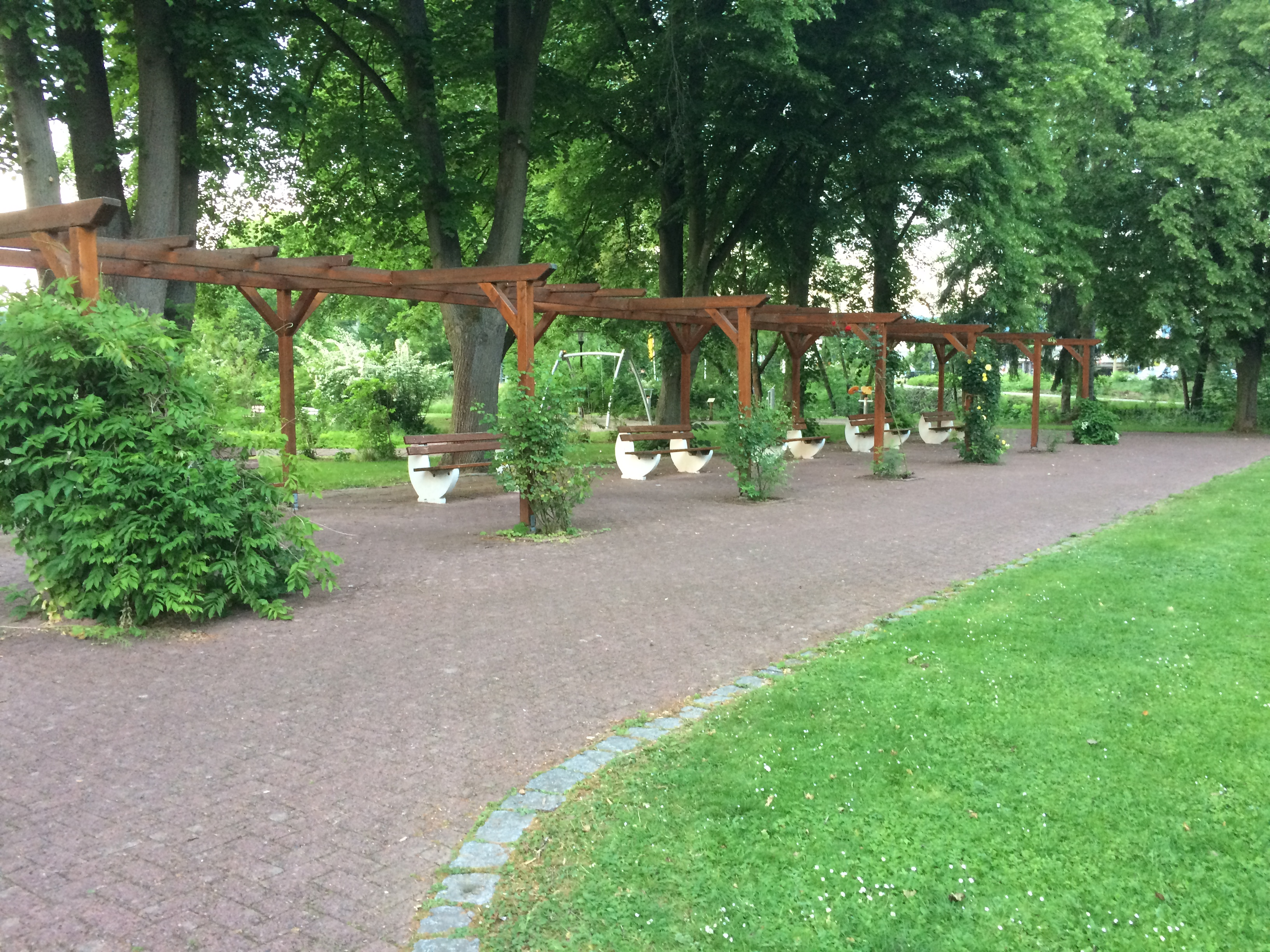
Bankreihe im Kurpark Bad Sooden-Allendorf

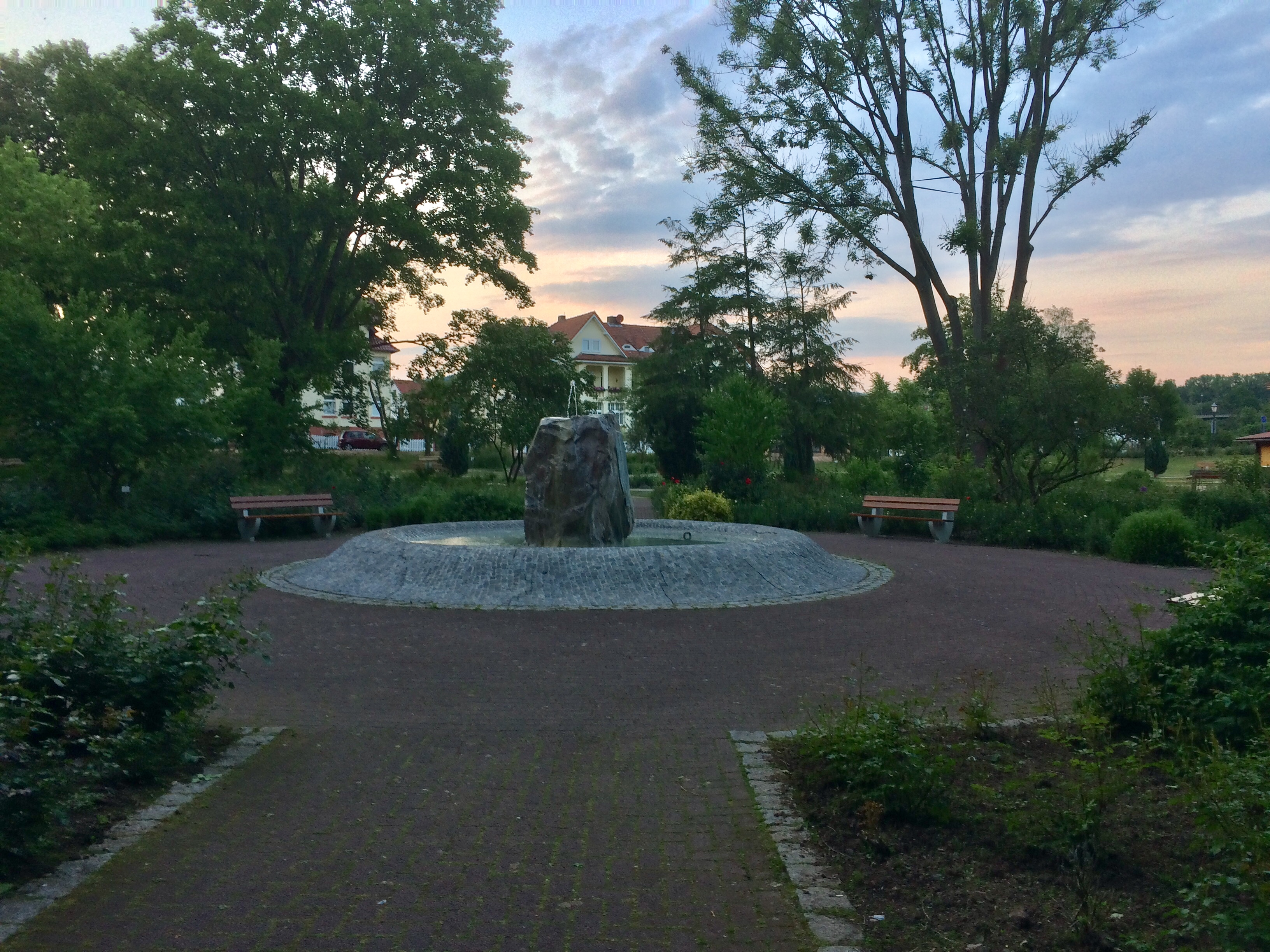
Plätscherndes Wasser im Kurpark Bad Sooden-Allendorf

### Regelmäßige Veranstaltungen
Überregional bekannt ist Bad Sooden-Allendorf für das Erntedank- und Heimatfest, das jedes Jahr um das dritte Wochenende im August gefeiert wird (Freitag bis Dienstag). Beliebt ist es vor allem wegen seiner vielen Traditionen – so wird es seit über 100 Jahren mit dem gleichen Programm gefeiert. Höhepunkte sind:
- Fackelumzug mit anschließendem Zapfenstreich und Beleuchtung (Werra in Flammen)
- Großer Festumzug am Sonntag
- Reiche Schmückung der Stadt mit Girlanden und Erntekronen aus Getreide, bewerkstelligt vor allem von den Anwohnern selbst
- Spanisch Fricco-Essen
- Straßenfest in der Altstadt (Freitag), Vergnügungsmeile auf dem Festplatz (Samstag bis Dienstag)
- Triolett-Tanzen, ein Reigen aus zwei Dreierpärchen

Im Jahr 2008 wurde ein Jubiläumserntefest gefeiert, das zwar nicht das 150. war, aber 150 Jahre zuvor (1858) erstmals von einem Gastwirt namens Beuermann ausgerichtet wurde. Der ortsansässige Künstler Martin Schülbe dokumentierte die Vorbereitungen sowie das Fest und veröffentlichte eine DVD, die in verschiedenen Geschäften der Stadt erhältlich ist.
Jedes Jahr findet in der Woche nach Ostern die Märchenwoche in Bad Sooden-Allendorf statt. Zahlreiche Veranstaltungen, beispielsweise Märchenabende und Theateraufführungen, führen in die Welt der Märchen ein, umrahmt von täglichen Auftritten der Märchenfiguren im Kurpark. Im Fokus steht Frau Holle, die am nahen Hohen Meißner gelebt haben soll und täglich im historischen Söder Tor die Betten schüttelt.
Die 15. Märchenwoche fand vom 12.–19. April 2009 statt. Erstmals war ein mittelalterlicher Markt in die Veranstaltung eingebunden. Die Marke von 20.000 Besuchern wurde überschritten.
Außerdem findet an den Pfingstfeiertagen das Brunnenfest statt, das von Johannes Rhenanus bereits im 16. Jahrhundert zum Dank für die „segensreichen Solequellen“ ins Leben gerufen wurde und damit das älteste Fest der Stadt ist.

### Tourismus
Bad Sooden-Allendorf ist Etappenort auf dem Fernwanderweg Werra-Burgen-Steig Hessen (X5H). Die Kurstadt ist Teil des Geo-Naturpark Frau-Holle-Land.

## Wirtschaft und Infrastruktur

### Bildung
Bad Sooden-Allendorf bietet mit der Grundschule Am Brunnen vor dem Tore (Klassen 1 bis 4) und der Rhenanus-Schule (Klassen 5 bis 13) die Möglichkeit, eine komplette Schullaufbahn ohne Umzug oder tägliche Fahrten zu absolvieren. Integriert in die Rhenanusschule war bis 2017 das Sportinternat Bad Sooden-Allendorf, das seit der Gründung im Jahre 1971 einige namhafte Sportler hervorgebracht hat. Die Schüler beendeten ihre Schullaufbahn nicht mit einem „Sportabitur“, sondern mit der allgemeinen Hochschulreife, da diese Schule kein Sportgymnasium, sondern eine additive Gesamtschule ist.
In Bad Sooden-Allendorf befindet sich ebenfalls der Standort der Diploma Hochschule (Bernd-Blindow-Gruppe).

### Geschäftswelt
Die lokale Geschäftswelt konzentriert sich sowohl in der Fußgängerzone „Weinreihe“ im Stadtteil Sooden als auch in der Kirchstraße in der Allendorfer Altstadt. Darüber hinaus gibt es ein Industriegebiet, in dem sich die vier größten Supermärkte der Stadt befinden; in jedem Stadtteil befindet sich außerdem je ein weiterer, kleinerer Supermarkt in der Nähe von Wohnbebauungen.
Überregionale Bekanntheit erlangte die Buchhandlung Frühauf in der Kirchstraße durch ihr innovatives Geschäftskonzept, das zur Rettung vieler kleiner Buchläden beitragen könnte.
Neben ein paar Hotels ist die hohe Zahl von Privatpensionen, vor allem im Stadtteil Sooden, erwähnenswert.

### Kliniken
In der Stadt, die auch ein Kurort ist, siedelten sich verschiedene Kliniken an.
- Sonnenberg-Klinik

Rehabilitationsklinik für die Fachgebiete Neurologie und Onkologie mit angeschlossener onkologischer Ambulanz
Betreiber ist die Wicker-Gruppe
- Klinik Hoher Meißner

Rehabilitationsklinik für die Fachgebiete Neurologie (mit Spezialisierung auf neurodegenerative Erkrankungen) und Orthopädie
Betreiber ist ebenfalls die Wicker-Gruppe
- Klinik Kurhessen

Rehabilitationsklinik für die Fachgebiete Orthopädie, Pneumologie sowie Long COVID
Betreiber ist die DRV Hessen
- Klinik Werra

Rehabilitationsklinik für die Fachgebiete Orthopädie, Psychosomatik, sowie verschiedene Komorbidität aus diesen Bereichen
Betreiber ist die DRV Bund
- Klinik Werraland

Spezialisiert auf Mutter-Kind-/Vater-Kind-Kuren
Seit September 2023 hat die ehemalige Klinik Balzerborn ihren Rehabilitationsbetrieb eingestellt.

### Medien
- Als Tageszeitung erscheint die Witzenhäuser Allgemeine, eine Lokalausgabe der HNA (Hessische/Niedersächsische Allgemeine).
- Außerdem gibt der MB-Media-Verlag, der über die Ippen-Gruppe ebenfalls zur HNA gehört (Ippen-Neffe Schöningh) zwei Wochenzeitungen namens Marktspiegel und Extra-Tipp heraus, die sich aber weniger regionalen Themen als vielmehr boulevardesker Berichterstattung widmen.
- Der BSA-Kurier ist eine Werbezeitung für das hiesige Kurpark-Hotel, dessen Anzeigen zuletzt ebenfalls von der HNA akquiriert wurden. Örtliche Vereinsberichterstattung und Kulturankündigungen fanden darin einen Platz.
- Ein Stadtblättchen wird für wenige Abonnenten vom Verlag Linus-Wittich herausgegeben.
- Das Lokalradio RundFunk Meißner (RFM) ist in der Stadt zu empfangen, das seinen Namen vom unweit gelegenen Berg Hoher Meißner hat.

### Verkehr
- Durch Bad Sooden-Allendorf verläuft die Bundesstraße 27.
- Es existiert ein Stadtbusnetz mit zwei Linien[37], das bis 2015 von den Eichsfeldwerken betrieben wurde. Nachfolgend haben die örtlichen Stadtwerke den Verkehr übernommen.[38]
- Der nächste Flughafen befindet sich in Kassel-Calden.
- Die Werra ist für große Schiffe nicht nutzbar. Es findet aber ein reger Verkehr mit Paddelbooten statt.
- Ein Wohnmobilhafen in Altstadt- und Werranähe steht Reisemobilen zur Verfügung.
- Es besteht ein Netz an Wander- und Fahrradwegen.
- Bad Sooden-Allendorf liegt an der Deutschen Märchenstraße, die von Hanau nach Bremen führt.
- Der Bahnhof Bad Sooden-Allendorf liegt an der Bahnstrecke Frankfurt–Göttingen und wird von der Linie RB87 bedient. Der 1876 an dem Teilabschnitt Niederhone–Eichenberg–Friedland (Han) der Bahnstrecke Göttingen–Bebra eröffnete Bahnhof Sooden-Allendorf/Werra wurde 1929 in Bahnhof Bad Sooden-Allendorf umbenannt. Auf dem südlichen Teil des Bahnhofes befand sich der Güterbahnhof mit einem Güterschuppen, Laderampe und mehreren Güter- und Ladegleisen, wo eine Kleinlok Köf stationiert war. Bei Umbauarbeiten wurden sämtliche Neben- und Gütergleise von den Hauptgleisen getrennt.

| Linie | Verlauf | Takt   |
| ----- | --- | ------ |
| RB87  | Göttingen – Friedland (Han) – Eichenberg – Bad Sooden-Allendorf – Eschwege-Niederhone – Eschwege – Eschwege-Niederhone – Wehretal-Reichensachsen – Sontra – Bebra (fährt im Abschnitt Göttingen – Eichenberg mit RB83 vereinigt) Stand: Fahrplanwechsel Dezember 2021 | 60 min |

## Persönlichkeiten

### Söhne und Töchter von Bad Sooden-Allendorf
- Burkard Waldis (um 1490–1556), Fabeldichter, Dramatiker und Fastnachtsautor
- Georg Niege (1525–1589), Söldner, Dichter
- Johannes Gottsleben (um 1559/1560–1612), evangelischer Theologe im Zeitalter der Reformation
- Bernhard Textor (um 1560–1602), reformierter Theologe
- Just Heinrich Mangold (um 1660–1742), Professor der Medizin und Physik an der Universität Rinteln
- Johann Siegmund Kirchmayer (1674–1749), evangelischer Geistlicher und Hochschullehrer an der Universität Marburg
- Johann Wilhelm Krafft (Ioannes Guilielmus Krafft) (1696–1767), reformierter Theologe
- Ferdinand von Wintzingerode (1770–1818), Adliger und Offizier in verschiedenen Heeren, zuletzt General der russischen Armee
- Carl von Eschwege (1789–1857), Rittergutsbesitzer, Politiker, kurhessischer Kammerherr
- Christoph Brandt (1800–1858), Landwirt, Mitglied der kurhessischen Ständeversammlung
- Christian Jähn (1804–1884), Bürgermeister und Mitglied der kurhessischen Ständeversammlung
- Georg Wachsmuth (1816–1887), Salzsieder, Bürgermeister und Mitglied der kurhessischen Ständeversammlung
- Hedwig Lange (1840–1901), Bürgermeister, Abgeordneter des Provinziallandtages der Provinz Hessen-Nassau
- Ludwig Rehn (1849–1930), Chirurg
- Gerhard Ritter (1888–1967), Historiker
- Dietrich Maus (* 1942), Maler, Zeichner, Grafiker

### Persönlichkeiten, die im Ort gewirkt oder gelebt haben
- Theodor Fabricius (etwa 1501–1570), lutherischer Theologe und Reformator
- Johannes Rhenanus (etwa 1528–1589), Salinist, Theologe, Alchemist und Autor
- Eva von Buttlar (1670–1721), Sektiererin
- Johann Christian Kirchmayer (1674–1743), protestantischer Theologe und Professor an den Universitäten Heidelberg und Marburg
- Johann Georg Wagner (1749–1818), Superintendent und Pfarrer von 1803 bis 1818
- Johann Georg Wagner (1790–1868), Advokat und Stadtsyndikus, Verfasser eines kurhessischen Rechtshandbuchs und einer Stadtgeschichte von Allendorf
- Georg Thieler (1854–1945), Jurist und Bürgermeister von Jena (1885–1889)
- Wilhelm Speck (1861–1925), Schriftsteller, Dichter, evangelischer Pastor und Gefängnisseelsorger und Pädagoge
- Hermann Metz (1865–1945), Maler und Zeichner
- Herbert Mager (1888–1979), Maler
- Sigurd Lohde (1899–1977), Schauspieler
- Ruth Baldor (1899–1988), Schauspielerin und Synchronsprecherin
- Manfred Lückert (1947–2021), Stadtarchivar und Autor zur Thüringer und hessischen Geschichte
- Gerhard Wörner (* 1952), Mineraloge, Geologe, Petrograph, Vulkanologe und Geochemiker
- Dirk Landau (* 1964), ehemaliger Abgeordneter des Hessischen Landtags
- Gerhard Schuster (* 1966), Geologe, Naturfotograf und Autor